# اپیدمیولوژی قانونی
اپیدمیولوژی قانونی (به انگلیسی: Forensic epidemiology) یا همه‌گیرشناسی قانونی رشته‌ای ترکیبی از اصول و شیوه‌های مشترک در پزشکی قانونی و اپیدمیولوژی است. هدف از آن، پر کردن شکاف بین قضاوت بالینی و داده‌های اپیدمیولوژیک برای تعیین علت در دعاوی مدنی و تعقیب کیفری و دفاع است.

## پیوندبه‌بیرون
- انجمن بین‌المللی اپیدمیولوژی (به انگلیسی)
- تیم اپیدمیولوژی پزشکی قانونی، دانشگاه ماستریخت، مایکل فریمن و موریس زیگرز (به انگلیسی)
- مجله پزشکی قانونی و حقوقی (به انگلیسی)